# Campeonato femenino sub-20 de la CAF de 2006
El Campeonato femenino sub-20 de la CAF de 2006 fue el III torneo que decidió qué naciones africanas participarían de la Copa Mundial Femenina de Fútbol Sub-20 de la FIFA.

## Eliminatorias
16 equipos fueron elegidos para participar en la ronda preliminar, 4 decidieron no participar y uno no participó en primera ronda.

### Primera Ronda
| 4 de marzo de 2006 | Zambia | 0 : 4 | Mozambique |  |  |

| 19 de marzo de 2006 | Mozambique | 2 : 1 | Zambia |  |  |

|  | Liberia | Guinea no participó | Guinea |  |  |

| 5 de marzo de 2006 | República Democrática del Congo | 2 : 1 | Benín |  |  |

| 19 de marzo de 2006 | Benín | 0 : 1 | República Democrática del Congo |  |  |

|  | Kenia | República del Congo no participó | República del Congo |  |  |

|  | Egipto | Etiopía no participó | Etiopía |  |  |

|  | Madagascar | Senegal no participó | Senegal |  |  |

### Segunda Ronda
| 1 de abril de 2006 | Sudáfrica | 6 : 0 | Mozambique |  |  |

| 15 de abril de 2006 | Mozambique | 0 : 3 | Sudáfrica |  |  |

| 2 de abril de 2006 | Argelia | 2 : 3 | Liberia |  |  |

| 15 de abril de 2006 | Liberia | Argelia se retiró | Argelia |  |  |

| 2 de abril de 2006 | Mali | 1 : 1 | República Democrática del Congo |  |  |

| 15 de marzo de 2006 | República Democrática del Congo | Mali no se presentó | Mali |  |  |

| 2 de abril de 2006 | Nigeria | 8 : 0 | Kenia |  |  |

| 15 de abril de 2006 | Kenia | 1 : 2 | Nigeria |  |  |

|  | Zimbabue | Zimbabue no se presentó | Egipto |  |  |

|  | Camerún | Senegal no se presentó | Senegal |  |  |

|  | Marruecos | Marruecos no se presentó | Guinea Ecuatorial |  |  |

|  | Ghana | Eritrea no se presentó | Eritrea |  |  |

### Cuartos de final
| 29 de abril de 2006 | Nigeria | 1 : 1 | Liberia |  |  |

| 13 de mayo de 2006 | Liberia | 1 : 9 | Nigeria |  |  |

| 29 de abril de 2006 | Sudáfrica | 2 : 1 | República Democrática del Congo |  |  |

| 14 de mayo de 2006 | República Democrática del Congo | 0 : 1 | Sudáfrica |  |  |

|  | Egipto | Egipto no se presentó | Guinea Ecuatorial |  |  |

| 29 de abril de 2006 | Camerún | 4 : 0 | Ghana |  |  |

|  | Ghana | Ghana no se presentó | Camerún |  |  |

Nota: Camerún fue descalificado por utilizar visa ilegal y Ghana por alinear a dos jugadores mayores.

### Semifinales
|  | República Democrática del Congo | Guinea Ecuatorial se retiró | Guinea Ecuatorial |  |  |

## Clasificados a laCopa Mundial Femenina de Fútbol Sub-20 de 2008
| Nigeria | República Democrática del Congo |